# پامق تپه
پامق تپه مربوط به دوران‌های تاریخی پس از اسلام است و در شهرستان ترکمن، بخش گمیشان، روستای گامیشلی نزار واقع شده و این اثر در تاریخ ۱۰ خرداد ۱۳۸۲ با شمارهٔ ثبت ۸۸۶۶ به‌عنوان یکی از آثار ملی ایران به ثبت رسیده است.